# FROG (modellismo)
FROG (First to Rise Off Ground) è stata un'azienda britannica di modellismo statico e dinamico.

## Storia
Nel 1931 viene fondata da Charles Wilmot e Joe Mansour come International Model Aircraft Ltd. (IMA) e il marchio Frog acronimo di "Flies Right Off the Ground". Nello stesso anno viene lanciato il velivolo Interceptor Mk.4 un semiscala a elastico. Nel 1932 entrano in affari con la Lines Bros Ltd. Nel 1936 una serie in scala 1:72 di velivoli viene prodotta in acetato di cellulosa, con il marchio Frog Penguin (alludendo alla non capacità di volo dei modelli in questione). Questa fu la prima riproduzione in plastica del mondo in kit. Successivamente nel 1938 il No.21P Empire Flying Boat viene commercializzato.
Durante la seconda guerra mondiale l'azienda produce modelli volanti per addestramento militare, e modelli in scala 1:72 di aerei di ricognizione. La linea Penguin terminò nel 1949 ma l'utilizzo di polistirene nel 1955 diede vita a nuove serie di kit. Velivoli, auto, navi vennero prodotte negli anni'60-'70.
Così anche per i modelli dinamici volanti.

### Chiusura
Nel 1971 la IMA, ora Rovex Tri-ang, venne acquisita dalla Dunbee-Combex-Marx. Alcuni stampi della FROG vennero mandati in Unione Sovietica a metà anni '70 e riapparsi con il marchio Novo. Alcuni stampi di modelli della seconda guerra mondiale vennero acquisiti dalla Revell nel 1977, in particolare la serie Potenze dell'asse; serie rifiutata dalla sovietica Novo. L'ultimo kit a marchio FROG risale al 1976.

## Prodotti

### Velivoli
Scala 1:72: Avro Shackleton, Martin Baltimore e Maryland, Vultee Vengeance, Curtiss Tomahawk, Blackburn Shark e Skua, Bristol 138 e Beaufort, Tupolev SB2, Supermarine Attacker e Scimitar, Armstrong Whitworth Whitley, Gloster Javelin, de Havilland Vampire, Hornet, e DH 110, Dewoitine D.520, Macchi MC202 Folgore, Fokker D21, Hawker Sea Fury e Tempest, Fairey Gannet, Barracuda e Firefly, General Aircraft Hotspur, Focke-Wulf Ta 152H, Messerschmitt Me 410,Messerschmitt Me 109 F, Arado Ar 234, Heinkel He 162, Dornier Do 335, Heinkel He 219, Gloster E.28/39, North American Mustang II, Vickers Vimy, Ryan NYP "Spirit of St Louis", de Havilland Gypsy Moth "Jason", e Westland Wallace.
Scala 1:96: Bristol Britannia, Douglas DC-7, Vickers Valiant, Avro Vulcan, Handley Page Victor, de Havilland Comet, and the Vickers Viscount. Dirigibile R100.

### Navi
MV Shell Welder coastal oil tanker, THLV South Goodwin Lightship, HMS Tiger e la RNLI lifeboat.

### Ex Hasegawa
Dal 1968 commercializzò circa trenta kit della Hasegawa Corporation in scala 1:72, 1:32 e 1:450.
In Francia, causa il nome "frog" di diverso significato, i prodotti vennero commercializzati con marchio Tri-ang, idem per il nord America con il marchio "Air Lines" (derivato da Lines Brothers Ltd fondatori di IMA/Tri-ang).